# Centro de la Naturaleza y Arboretum de Houston
El Centro de la Naturaleza y Arboretum de Houston, en inglés: The Houston Arboretum and Nature Center es un centro de estudio de la naturaleza ,  Arboretum y jardín botánico de 155 acres (alrededor de 62,7 ha) de extensión que se encuentra en Houston, Texas, Estados Unidos. 
El código de identificación del Houston Arboretum and Nature Center como miembro del "Botanic Gardens Conservation Internacional" (BGCI), así como las siglas de su herbario es HARNC.

## Localización
Houston Arboretum and Nature Center, Memorial Park, 4501 Woodway Drive, Houston, Harris county, Montgomery county, Fort Bend county, Texas TX 77024 United States of America-Estados Unidos de América.
Planos y vistas sateliatales.29°45′54.72″N 95°27′7.2″O / 29.7652000, -95.452000
El jardín y los invernaderos está abiertos al público todos los días del año sin pagar tarifa de entrada.

## Historia
El arboretum fue concebido en primera instancia por Robert A. Vines, y en 1951 el terreno del parque fue reservado por el concejo de ciudad para la sociedad botánica de Houston. 
El arboretum actual es algo más pequeño que el existente inicialmente de 265 acres.
El sendero botánico de los niños fue creado en 1966, y el centro de la naturaleza iniciado en 1967. 
La organización fue retitulada en los años 80; las donaciones en los años 90 posibilitaron renovaciones e importantes ampliaciones del recinto.

## Colecciones
En la actualidad el arboretum contiene más de siete kilómetros de sendas de naturaleza, con hábitat de bosque, zonas palustres, tierras húmedas, y praderas. 
Entre sus colecciones son dignas de mención:
- Crataegus con 8spp., y 8 taxa, Crataegus marshallii,
- Hibiscus con 5spp., y 5 taxa,
- Penstemon con 8spp., y 8 taxa
- Quercus con 8spp., y 8 taxa.

Entre sus jardines especiales:
- El "Hummingbird & Butterfly Island", se pueden observar las mariposa monarca (Danaus plexippus), las Butterflies Skipper (Hesperiidae), las Pipevine Swallowtail Butterflies (Battus philenor)
- El "Carol Tatkon Sensory Garden", donde gozamos del mundo de nuestro alrededor con nuestros sentidos, el sentido de la vista para gozar con las Pavonia, las Salvias, oler las fragancias de las Menthas, Rosas, Chenopodium ambrosioides, tacto para sentir sus diferentes texturas y el ooído para escuchar los sonidos que nos envuelven en el jardín de las numerosas abejas e insectos en general que liban en Gelsemium sempervirens, Alceas..
- "Wildlife Garden" (El jardín de la vida silvestre), este se encuentra en la parte de atrás del edificio, aquí se puede sentar en alguno de los bancos y observar a los pájaros, las abejas y las mariposas en su trabajo, además de ver las plantas propias de la zona, Halesia diptera, Callicarpa americana, Magnolia virginiana, Cercis canadensis, Sophora secundiflora, Lonicera sempervirens, Erythrina herbacea, Myrica cerifera, Ilex vomitoria, Itea virginiana, Cyrilla racemiflora, Spigelia marilandica,..